# (6037) 1988 EG
A (6037) 1988 EG egy földközeli kisbolygó. Jeff T. Alu fedezte fel 1988. március 12-én.